# Landschaftsschutzgebiet Märkischer Kreis

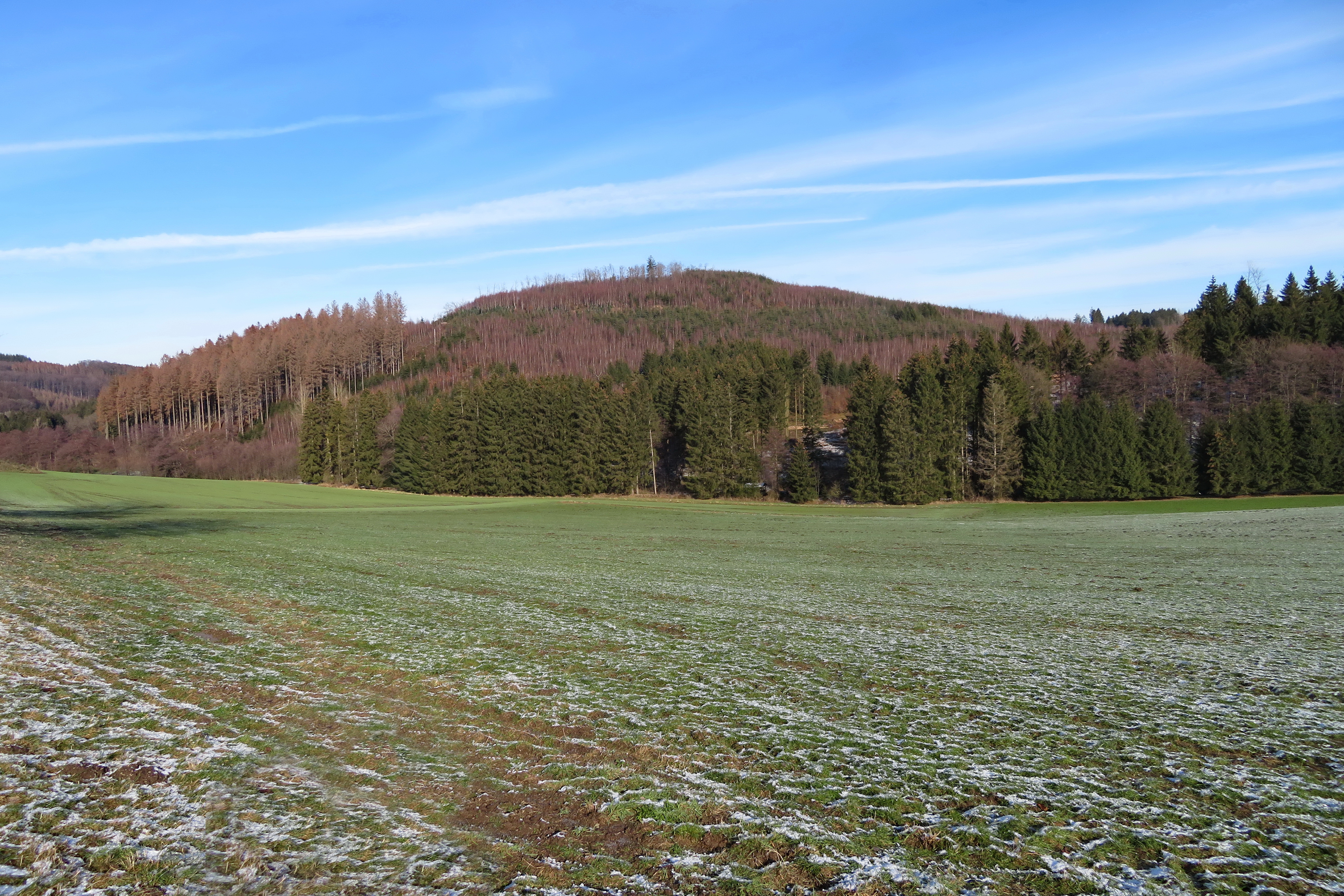
Hespetal im Landschaftsschutzgebiet Märkischer Kreis

Das Landschaftsschutzgebiet Märkischer Kreis mit 31.085,67 ha Flächengröße liegt im nördlichen bzw. westlichen Märkischen Kreis. Es wurde 2006 durch die Bezirksregierung Arnsberg als Landschaftsschutzgebiet (LSG) ausgewiesen. Das LSG befindet sich auf den Gebieten von Altena, Halver, Hemer, Menden, Nachrodt-Wiblingwerde, Neuenrade, Schalksmühle und Werdohl. Das LSG geht häufig bis an die Siedlungsränder.
Mit Inkrafttreten der Verordnung zum Landschaftsschutzgebiet Märkischer Kreis wurden die ordnungsbehördlichen Verordnungen zur Festsetzung vom Landschaftsschutzgebiet Ebbegebirge aus dem Jahr 1986, vom Landschaftsschutzgebiet Homert aus dem Jahr 2004, von Landschaftsschutzgebieten in den Städten Altena, Halver, Nachrodt-Wiblingwerde, Schalksmühle und Werdohl aus dem Jahr 1992 und zum Schutze von Landschaftsteilen im Kreis Iserlohn  aus dem Jahr 1971 aufgehoben. Bei Flächen, welche im Regionalplan als Bereiche für den Schutz der Natur (BSN) dargestellt sind, gilt nur ein temporärer Schutz als Landschaftsschutzgebiet, bis diese Bereiche in ihren wesentlichen Teilen als Naturschutzgebiete ausgewiesen werden.

## Beschreibung
Das LSG umfasst großflächig Flächen im nördlichen Märkischer Kreis, welche außerhalb vom Bebauungsbereich und anderen Schutzgebieten mit strengeren Auflagen liegen. Im LSG liegen hauptsächlich Waldbereiche, Grünland und Acker. Auch kleinere Bereiche mit Weihnachtsbaum-, Schmuckreisig- und Baumschul-Kulturen befinden sich im LSG. Die Wälder haben meist eine Fichten- oder Buchenbestockung. Typische Landschaftselemente im LSG sind Gewässer, bewaldete Hügelkuppen, Gehölzstrukturen, Terrassenkanten und Quellen. Sie schaffen eine abwechslungsreiche und reich strukturierte Landschaft. Der nördliche Bereich des Landschaftsschutzgebietes wird vor allem durch die weitgehend landwirtschaftlich genutzten Auenbereiche der Ruhr charakterisiert.

## Schutzzweck
Die Ausweisung erfolgte zur Sicherung und Erhaltung der natürlichen Erholungseignung und der Leistungsfähigkeit des Naturhaushaltes gegenüber den vielfältigen zivilisatorischen Ansprüchen an Natur und Landschaft in einer wald- und wasserreichen Mittelgebirgslandschaft. Wegen eines grundlegenden Schutzes der Lebensräume
der für diese Landschaft charakteristischen Tier- und Pflanzenarten; der Erhaltung und Entwicklung wertvoller Biotopstrukturen; ihrer Bedeutung für den
Naturhaushalt und den Artenschutz; der Erhaltung und Entwicklung der naturnahen Laubwaldgebiete sowie der reich strukturierten Offenlandbereiche, v. a. auch in Siedlungsrandbereichen. Das LSG dient der Sicherung der Fließgewässer und ihrer Auen wegen ihrer besonderen Bedeutung für die Leistungsfähigkeit des Naturhaushalts
und für den Biotopverbund sowie einer Pufferfunktion für die im Landschaftsschutzgebiet liegenden Naturschutzgebiete. Zur Sicherung der Vielfalt, Eigenart und Schönheit
des Landschaftsbildes, das vor allem durch die landwirtschaftlich genutzten Offenlandbereiche in der ansonsten weitgehend bewaldeten Mittelgebirgslandschaft sowie das stark bewegte Relief charakterisiert wird. 

## Rechtliche Vorschriften
Im Landschaftsschutzgebiet Märkischer Kreis ist unter anderem das Errichten von Bauten verboten. Vom Verbot ausgenommen sind Bauvorhaben für Gartenbaubetriebe, Land- und Forstwirtschaft. Erstaufforstungen und auch die Neuanlage von Weihnachtsbaumkulturen, Schmuckreisig- und Baumschulkulturen unterliegen einer behördlichen Genehmigung der Unteren Naturschutzbehörde.